# Robertfesten 2014
Robertfesten 2014 blev holdt den 26. januar 2014. Det var den 30. gang, at showet blev afholdt. Vært ved showet var Oliver Zahle. Dette års show blev ikke sendt i tv.
Jagten vandt syv priser, herunder bedste film, instruktør, manuskript og mandlige hovedrolle, ud af de 14 kategorier, filmen var nomineret i.

## Nominerede og vindere
Ved Robertfesten 2014 blev der uddelt 29 priser.
| Årets danske spillefilm | Årets børne- og ungdomsfilm |
| --- | --- |
| - Jagten af Thomas Vinterberg - Kvinden i buret af Mikkel Nørgaard - Nordvest af Michael Noer - Sorg og glæde af Nils Malmros - Spies & Glistrup | - Antboy - MGP missionen - Nordvest - Olsen-banden på dybt vand - Otto er et næsehorn |
| Årets instruktør | Årets manuskript |
| - Thomas Vinterberg for Jagten - Michael Noer for Nordvest - Mikkel Nørgaard for Kvinden i buret - Nicolas Winding Refn for Only God Forgives - Nils Malmros for Sorg og glæde | - Thomas Vinterberg og Tobias Lindholm for Jagten - Nikolaj Arcel for Kvinden i buret - Nils Malmros og John Mogensen for Sorg og glæde - Rasmus Heisterberg og Michael Noer for Nordvest - Simon Pasternak og Christoffer Boe for Spies & Glistrup                                                                                |
| Årets mandlige hovedrolle | Årets kvindelige hovedrolle |
| - Mads Mikkelsen for Jagten - Gustav Dyekjær Giese for Nordvest - Jakob Cedergren for Sorg og glæde - Nikolaj Lie Kaas for Kvinden i buret - Pilou Asbæk for Spies & Glistrup | - Helle Fagralid for Sorg og glæde - Kristin Scott Thomas for Only God Forgives - Lene Maria Christensen for Nordvest - Sofie Gråbøl for I lossens time - Sonja Richter for Kvinden i buret |
| Årets mandlige birolle | Årets kvindelige birolle |
| - Nicolas Bro for Spies & Glistrup - Fares Fares for Kvinden i buret - Nicolas Bro for Sorg og glæde - Oscar Dyekjær Giese for Nordvest - Thomas Bo Larsen – Jagten | - Susse Wold for Jagten - Anne Louise Hassing for Jagten - Ida Dwinger for Sorg og Glæde - Signe Egholm Olsen for I lossens time - Trine Pallesen for Spies & Glistrup |
| Årets scenograf | Årets fotograf |
| - Thomas Greve for Spies & Glistrup - Beth Mickle for Only God Forgives - Rasmus Thjellesen for Kvinden i buret - Torben Stig Nielsen for Jagten - Trine Padmo Olsen for Nordvest | - Larry Smith for Only God Forgives - Charlotte Bruus Christensen for Jagten - Eric Kress for Kvinden i buret - Magnus Nordenhof Jønck for Nordvest - Manuel Alberto Claro for Spies & Glistrup |
| Årets sminkør | Årets klipper |
| - Thomas Foldberg, Morten Jacobsen og Lone Budstrup Knudsen for Spies & Glistrup - Bjørg Serup for Antboy - Bjørg Serup for Jagten - Kirsten Zäschke for Sorg og glæde - Tina Helmark for Kvinden i buret | - Anne Østerud og Janus Billeskov Jansen for Jagten - Adam Nielsen for Nordvest - Birger Møller Jensen for Sorg og glæde - Morten Egholm og Martin Schade for Kvinden i buret - Peter Brandt for Spies & Glistrup |
| Årets sounddesigner | Årets score |
| - Kristian Selin Eidnes Andersen for Only God Forgives - Hans Møller for Kvinden i buret - Kristian Selin Eidnes Andersen og Thomas Jæger for Jagten - Morten Green for Spies & Glistrup - Rasmus Winther Jensen og Kasper Janus Rasmussen for Nordvest | - Cliff Martinez for Only God Forgives - Johan Söderkvist for Kvinden i buret - Jonas Struck for Spies & Glistrup - Nikolaj Egelund for Jagten - Peter Peter for Antboy |
| Årets visuelle effekter | Årets korte fiktion/animation |
| - Hummer Højmark, Rikke Gjerlev Hansen, Thomas Øhlenschlæger og Jeppe Nygaard Christensen for Antboy - Ivan Kondrup Jensen, Jeppe Nygaard Christensen og Rikke Hovgaard Jørgensen for Kvinden i buret - Jeppe Bingestam og Toke Blicher Møller for Spies & Glistrup - Mads Hagbarth Lund, Sune Fogtmann og Jacob Bang Clemmensen for Alle for to - Martin Madsen – Skytten | - 2 piger 1 kage - 9 meter - Exit Neverland - Goutte D’Or |
| Årets lange fiktion/animation | Årets korte dokumentarfilm |
| - Weekendfar - En maler - Nomansland - Spidse albuer, blødende knæ - Ud, Spring Over, Ind | - Tal R: The Virgin - Drengelejren - Mamma Är Gud - Sne - Velsignet være dette sted |
| Årets dokumentarfilm | Årets korte tv–serie |
| - Drømmen om en familie - Ai Weiwei The Fake Case - Ekspeditionen til verdens ende - Pine Ridge - 'Sepideh – Drømmen om Stjernerne | - Rytteriet II - Kødkataloget - Pendlerkids II - SJIT Happens - Tomgang |
| Årets danske tv-serie | Årets kvindelige hovedrolle – tv-serie |
| - Borgen III - Broen II - Rita (sæson 2) | - Sofia Helin for Broen II - Birgitte Hjort Sørensen for Borgen III - Iben Hjejle for Dicte - Lisa Dankyi-appah Thomsen for Pendlerkids II - Mille Dinesen for Rita Sæson 2 |
| Årets mandlige hovedrolle – tv-serie | Årets kvindelige birolle – tv-serie |
| - Kim Bodnia for Broen II - Carsten Bjørnlund for Rita Sæson 2 - Igor Svideniouk Egholm - Hemmeligheden - Lars Brygmann for Dicte - Søren Malling for Borgen III | - Camilla Bendix for Broen II - Lene Maria Christensen for Dicte - Lise Baastrup for Rita Sæson 2 - Rikke Louise Andersson for Kødkataloget - Tina Gylling Mortensen for Tomgang |
| Årets mandlige birolle – tv-serie | Årets amerikanske film |
| - Christian Tafdrup for Borgen III - Dar Salim for Dicte - Lars Ranthe for Dicte - Rune Klan for Tomgang - Tommy Kenter for Rita Sæson 2 | - Gravity - Captain Phillips - Before Midnight - Django Unchained - Silver Linings Playbook |
| Årets ikke-amerikanske film | YouSee Publikumsprisen |
| - Adèles liv - Den Store Skønhed - Philomena - Rush - Smagen af rust og ben | - Alle For To' (vinder i kategorien 'Komedie') - Jagten (vinder i kategorien 'Drama') - Antboy - Det Grå Guld - I Lossens Time - Kvinden i Buret - MGP missionen - Min søsters børn i Afrika - Nordvest - Olsen-banden på dybt vand - Only God Forgives - Otto er et næsehorn - Skytten - Sorg og Glæde - Spies & Glistrup - Tarok |